# Cauroir Communal Cemetery
Cauroir Communal Cemetery is een Britse militaire begraafplaats gelegen in de Franse plaats Cauroir (Noorderdepartement). De begraafplaats wordt onderhouden door de Commonwealth War Graves Commission.
De begraafplaats telt een Brits graf uit de Eerste Wereldoorlog.